# Warcraft (película)
Warcraft o Warcraft: The Beginning (titulada Warcraft: el origen en España y Warcraft: el primer encuentro de dos mundos en algunas partes de Hispanoamérica) es una película épica estadounidense de fantasía de 2016, dirigida y coescrita por Duncan Jones y basada en el universo del popular videojuego Warcraft. La película está protagonizada por Travis Fimmel, Paula Patton, Ben Foster, Dominic Cooper, Toby Kebbell, Ben Schnetzer, Robert Kazinsky y Daniel Wu. La compañía de videojuegos Blizzard Entertainment anunció la película por primera vez en 2006 como un proyecto colaborativo con Columbia Pictures. El rodaje comenzó el 13 de enero de 2014 y terminó el 23 de mayo del mismo año. La película fue lanzada por Paramount Pictures y se estrenó el 10 de junio de 2016.
La producción cinematográfica tuvo críticas negativas en su mayoría; aun así obtuvo 439 millones de ganancias por lo cual se convirtió en la adaptación de videojuego más taquillera de todos los tiempos, superando al Príncipe de Persia que obtuvo 336,4 millones de taquilla. En 2023, se convirtió en la segunda película basada en un videojuego más taquillera por detrás de Super Mario Bros.: la película.

## Argumento
Draenor, el mundo de los orcos, está siendo destruido por una misteriosa fuerza llamada Vil. Un brujo orco llamado Gul'dan ha unido los clanes orcos en una Horda, creando un portal para pasar al mundo de Azeroth. Los orcos están utilizando la magia vil para absorber la vida de los draenei con el fin de alimentar el portal. Una vez abierto, Gul'dan lidera una pequeña avanzada para capturar prisioneros en Azeroth y sacrificarlos para poder traer al resto de la Horda a través del portal. A pesar de sus dudas, Durotan, jefe del clan Lobo Gélido, su esposa embarazada Draka y su mejor amigo Orgrimm Doomhammer se unen a esta avanzada. Mientras cruzan el portal, Draka entra en labor de parto. Cuando llegan a Azeroth, Gul'dan ayuda a Draka a dar a luz, pero el bebé aún es prematuro, por lo que Gul'dan drena la vida de un ciervo cercano y se la da al niño usando magia vil, al cual más tarde Durotan nombra Go'el.
Los orcos arrasan muchas villas en Azeroth. Anduin Lothar, comandante de las fuerzas humanas del Reino de Ventormenta, revisa los cuerpos de algunos de los hombres asesinados, encontrándose con un mago llamado Khadgar, quien explica que está investigando los cuerpos al hallar en ellos indicios de magia vil. Khadgar convence al rey de Ventormenta, Llane Wrynn, de consultar con Medivh, el Guardián de Trisfal, y Llane envía a Lothar y Khadgar a la fortaleza de Medivh, la torre de Karazhan, para informarle sobre la presencia de magia vil en Azeroth. En la biblioteca de Karazhan, una figura fantasmagórica guía a Khadgar hasta un misterioso libro, que él toma.
Anduin, Khadgar y Medivh se unen a una partida en búsqueda de indicios de magia vil, pero son emboscados por orcos. Medivh utiliza un hechizo que acaba con la mayoría de los orcos, haciendo huir al Jefe de Guerra de la Horda, Puño Negro, junto con Durotan y Orgrimm. En la huida, Durotan libera a la medio-orca Garona, esclava de Gul'dan, que es capturada por Khadgar. A cambio de su lealtad a Ventormenta, el rey Llane libera a Garona, quien guía a los humanos a espiar el campamento orco, enterándose del plan de Gul´dan de traer a la Horda a Azeroth. Mientras tanto, Durotan comprende que la magia vil es la responsable de la destrucción de Draenor, y si Gul'dan no es detenido, Azeroth sufrirá la misma suerte. A pesar de las objeciones de Orgrimm, Durotan encuentra a Garona con Anduin y Khadgar, que le pide convocar a Llane a una reunión secreta con el objetivo de que el clan Lobo Gélido y los humanos se unan para vencer a Gul'dan. Mientras estudia el libro que tomó de Karazhan, Khadgar se da cuenta de que Gul'dan no pudo abrir el portal por sí solo: para ello, necesitaba la ayuda de alguien en Azeroth. Khadgar es confrontado por Medivh, quien destruye la investigación de Khadgar después de ofrecerse a ayudarlo con sus funciones de Guardián.
El clan Lobo Gélido se reúne con los humanos liderados por Llane y Anduin, pero son emboscados por Puño Negro creyendo que es una trampa. Superados en número, los humanos se retiran, y Medivh crea una barrera de energía para protegerlos, pero el hijo de Lothar, Callan, queda separado del resto y es asesinado despiadadamente por Puño Negro. Garona y Khadgar encuentran a un debilitado Medivh, al que llevan de nuevo a Karazhan para que se recupere. Allí, Khadgar observa un aura verde en los ojos de Medivh, enterándose de que está infectado con magia vil, por lo que viaja a la ciudad flotante de Dalaran, donde informa la situación a los archimagos del Kirin Tor. Alodi, una maga legendaria, es la verdadera identidad de la sombra que Khadgar vio en Karazhan, y es ella quien le revela que Medivh ha sido poseído por un poderoso demonio. En el campamento orco, Puño Negro asesina a los miembros del clan Lobo Gélido, pero Orgrimm ayuda a Draka a escapar con su hijo, enviándolo corriente abajo de un río en una canasta, mientras ella muere luchando con otro orco, quien quería traer al bebé orco para Gul'Dan. Durotan, hecho prisionero por traidor, es liberado por Orgrimm y reta a Gul´dan a una mak'gora, una sagrada tradición orca donde los combatientes luchan a muerte por el control de la Horda. Durante la pelea, Gul'dan viola las honorables reglas de la mak'gora al usar magia vil para drenar la vida de su oponente, matándolo, pero Durotan, al sacrificar su vida, logra su propósito: que el resto de los orcos junto a Orgrimm que desaprueben a Gul'dan al no tener honor. Este, para evitar la rebelión, influye magia vil en Blackhand y ordena a los orcos atacar a los humanos, que se acercan para atacar el campamento liderados por Llane, quien ha decidido atacar luego de ser engañado por Medivh.
Mientras tanto, Lothar ha sido encarcelado por oponerse al Guardián, pero es liberado por Khadgar y ambos viajan a Karazhan para detener a Medivh. En la torre, el Guardián, poseído por el demonio, ha empezado los cantos para abrir el portal, pero es enfrentado por Khadgar y Lothar, quienes logran derrotarlo. Liberado del demonio, pero mortalmente herido, Medivh usa sus últimas fuerzas para redirigir el portal hacia Ventormenta, de modo que Llane pueda evacuar a los prisioneros humanos, pero el portal se cierra antes de que él, Garona y un pequeño número de soldados y pocos prisioneros humanos puedan escapar. Cuando Llane se da cuenta de que Puño Negro va por él, secretamente ordena a Garona que lo mate, para que de este modo ella se convierta en una heroína a ojos de la Horda, dándole una posición de poder que le permita alcanzar la paz entre orcos y humanos. Garona, apesadumbrada, lo mata, y es reconocida por el resto de la Horda. Anduin llega sobre las alas de un grifo y lucha por recobrar el cuerpo de Llane, pero cuando está a punto de partir, es capturado por Puño Negro, quien lo reta a una mak'gora. A pesar de todo su poder, Anduin lo mata y venga a su hijo. Gul'dan ordena al resto de la Horda que asesinen a Lothar, pero estos se oponen por respeto a su tradición sagrada, y Garona sabe que si Gul'dan desobedece la tradición, perderá a la Horda y la guerra apenas comienza, y por eso dejan partir a Anduin con el cuerpo de Llane. Anduin tuvo la daga de Garona al encontrar en el cuello de Llane, al explicarle a Khadgar lo que hizo y saben que no la conocían tan bien como ellos. En el funeral de Llane en Ventormenta, los humanos, los enanos de Forjaz y los altos elfos proclaman una Alianza para vengar al rey Llane contra los orcos, con Anduin a la cabeza, para hacer frente a la Horda. En el campamento orco ya destruido, Orgrimm toma uno de los colmillos del cadáver de Durotan para dárselo algún día a Go'el, quien finalmente es encontrado por un humano, con la voz de Durotan; "Viajarás muy lejos, mi pequeño Go'el..... Mi mundo se perdió, pero éste es tu mundo.... Toma de él lo que necesites... Dale un hogar a los orcos y que nadie te detenga..... Eres el hijo de Durotan y Draka... Una línea ininterrumpida de jefes y nuestro pueblo necesita un líder hoy más que nunca", para que así algún día crezca y se convierta en el nuevo líder de su clan, derrotará a Gul'dan y pondrá fin a la Guerra.

## Reparto
- Travis Fimmel como Anduin Lothar,[6] el comandante militar de los humanos en el reino Ventormenta. Firme y carismático, es un caballero que ha sacrificado todo para mantener el rey y su pueblo seguro.
- Toby Kebbell como Durotan y Antonidas, el padre de Go'el y el jefe orco noble del clan Lobo Gélido luchando para salvar su clan exiliado y el resto de los orcos renegados de Gul'dan y la destrucción de su mundo. Antonidas, es el líder del Kirin Tor, el consejo mago de Dalaran.
- Dominic Cooper como Rey Llane, el gobernante del reino Ventormenta y un faro de esperanza para su pueblo en tiempos de oscuridad.
- Rob Kazinsky como Orgrim Martillo Maldito, amigo y mano derecha de Durotan que más tarde conduce a los supervivientes del clan Lobo Gélido.
- Paula Patton como Garona, una media orca superviviente atrapada entre la Alianza y la Horda.
- Daniel Wu como Gul'dan, un siniestro brujo orco Sombraluna. Empuñando una poderosa magia vil e impulsado por su deseo voraz por el poder, que organiza las acciones de la Horda de detrás de las escenas.
- Ben Foster como Medivh, el actual Guardián de Tirisfal y un protector misterioso y solitario que ejerce el poder mágico formidable.
- Clancy Brown como Puño Negro, el temible jefe orco del clan Roca Negra y marioneta de Gul'dan que se levanta para convertirse en el primer Jefe de Guerra de la Horda.
- Ben Schnetzer como Khadgar, un joven mago dotado que fue entrenado en una edad joven por el Kirin Tor para tener éxito como Medivh el Guardian, pero lo dejó y finalmente encontró su lugar en el reino Ventormenta.
- Ruth Negga como Lady Taria Wrynn, reina consorte de Ventormenta, la esposa del rey Llane y el consejo más confiable, y la hermana de Anduin.
- Anna Galvin como Draka, la esposa de Durotan y la madre de Go'el.
- Callum Keith Rennie como Moroes, el castellano, que gestiona la fortaleza de Medivh arcano de Karazhan.
- Burkely Duffield como Callan Lothar, hijo de Anduin y un soldado que sigue los pasos de su padre.
- Ryan Robbins como Karos, un soldado de Ventormenta.
- Dean Redman como Varis, un soldado de Ventormenta. Redman también interpretó a un orco enjaulado del clan Lobo Gélido.
- Glenn Close como Alodi, una Guardiana que se opone a Medivh.

## Recepción
La película recibió críticas mixtas. Negativas por parte de la crítica y positivas de parte de la audiencia y los fanes. En el portal de internet Rotten Tomatoes, la película posee una aprobación de 29%, basada en 231 reseñas, con una puntuación de 4.2/10 por parte de la crítica, mientras que recibió un 76% de parte de la audiencia. La página Metacritic le ha dado a la película una puntuación de 32 de 100, basada en 40 críticas, indicando "reseñas generalmente desfavorables", sin embargo en la misma página, los votos de los usuarios le conceden un 8.1 sobre 10, basado en más de 3.141 votos. Las audiencias de CinemaScore le han dado una calificación de "B+" en una escala de A+ a F, mientras que en el sitio IMDb los usuarios le han dado una puntuación de 6.7/10, sobre la base de más de 289.000 votos.